# Specks Hof

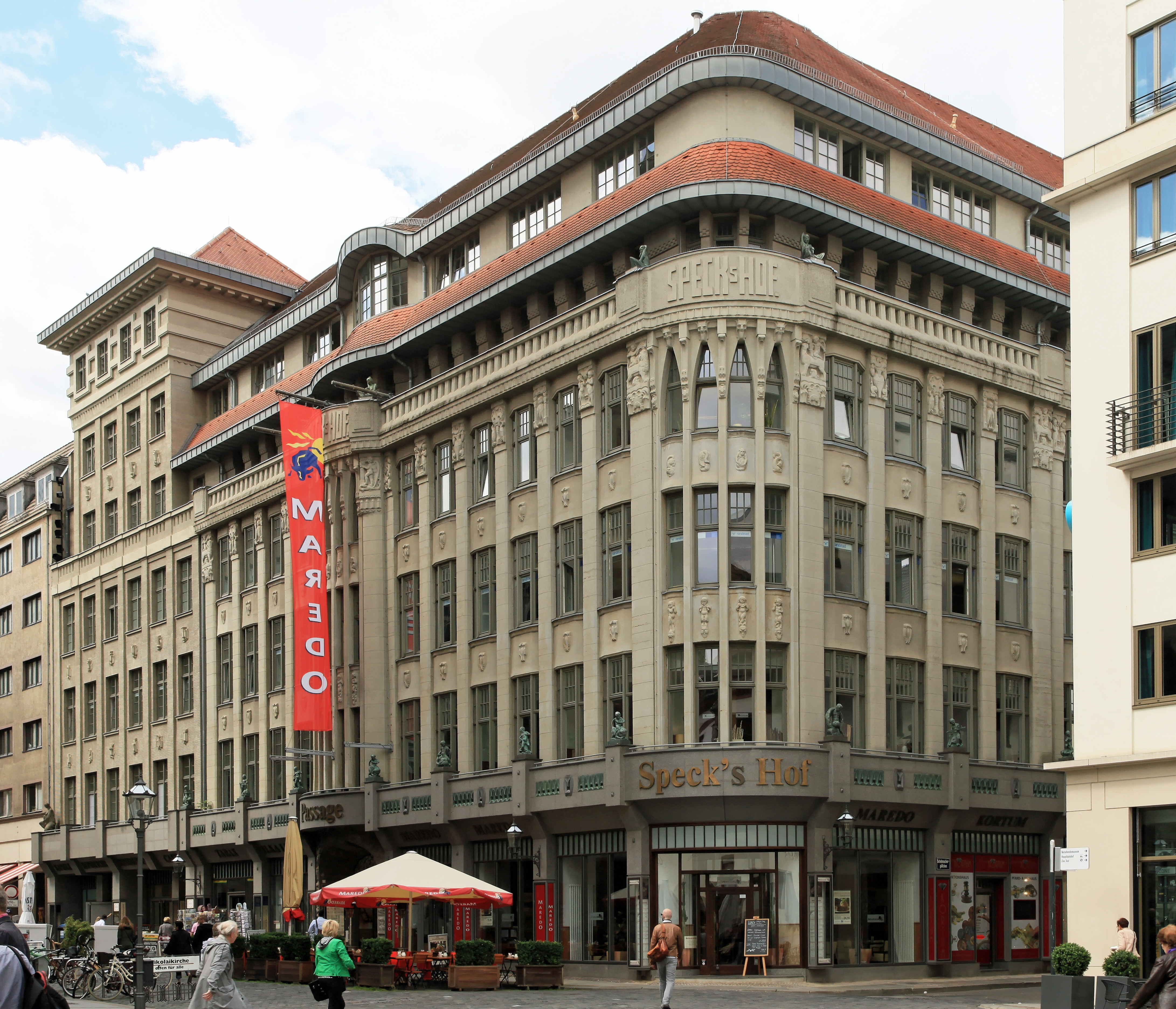
Specks Hof von der Nikolaistraße aus (2011)

Specks Hof ist ein Geschäftshaus mit der ältesten erhaltenen Ladenpassage in Leipzig. Die Anlage nahe der Nikolaikirche steht beispielhaft für Leipzigs Messe- und Handelshäuser, die Anfang des 20. Jahrhunderts erbaut wurden.

## Lage und Beschreibung
Specks Hof erstreckt sich über 82 Meter längs des Schuhmachergäßchens zwischen Reichs- und Nikolaistraße, in denen das Gebäude Frontlängen von 40 bzw. 47 Metern besitzt. Nach Süden grenzt es an den Reichshof, das Hansahaus und an den Nachkriegsneubau mit dem Fürstenerker. Die Postadressen sind Reichsstraße 4 und Nikolaistraße 3–9.
Specks Hof ist sechsgeschossig. In den ersten drei Oberetagen ist das Prinzip des  Stütze-Riegel-Systems durch die Betonung der durchgehenden Pilaster deutlich zu erkennen.  Die oberen beiden Etagen sind hinter einer Balustrade bzw. einem schmalen Dachstreifen leicht zurückgesetzt. In jeder der drei angrenzenden Straßen befindet sich ein korbbogenartiger Passageneingang, von denen jeder ebenso wie die beiden Gebäudeecken durch einen gerundeten Risalit betont ist. An der mit Trachyttuff und Betonwerkstein verkleideten Front findet sich reichlich Architekturschmuck sowohl in Stein als auch auf dem Sockel über dem Erdgeschoss und über dem dritten Obergeschoss in Kupfer getrieben. Die Figuren sind der griechischen Götterwelt entlehnt und stehen in keiner Beziehung zur Zweckbestimmung des Gebäudes.
Der südliche, später entstandene Teil der Front in der Nikolaistraße weicht in seiner Gestaltung vom übrigen Gebäude ab. Er ist schlichter gehalten und besitzt statt der oberen beiden Etagen einen dreigeschossigen turmartigen, über die Firstlinie der Nebengebäude hinausreichenden Aufbau mit einem Pyramidendach.
Das Erdgeschoss des Gebäudes durchziehen tonnengewölbte Passagengänge, zum Teil noch mit geprägter Kupferdecke. Ein Gang verläuft von der Reichs- zur Nikolaistraße mit einer Abzweigung ins Schuhmachergäßchen; ein Zweig führt ins Hansahaus. Die Gänge werden durch drei glasbedachte Lichthöfe unterbrochen, die im Westen beginnend, mit A, B und C bezeichnet werden und Grundflächen zwischen 40 und 50 m² besitzen. Ihre Wände sind künstlerisch gestaltet.

Passage und Lichthöfe
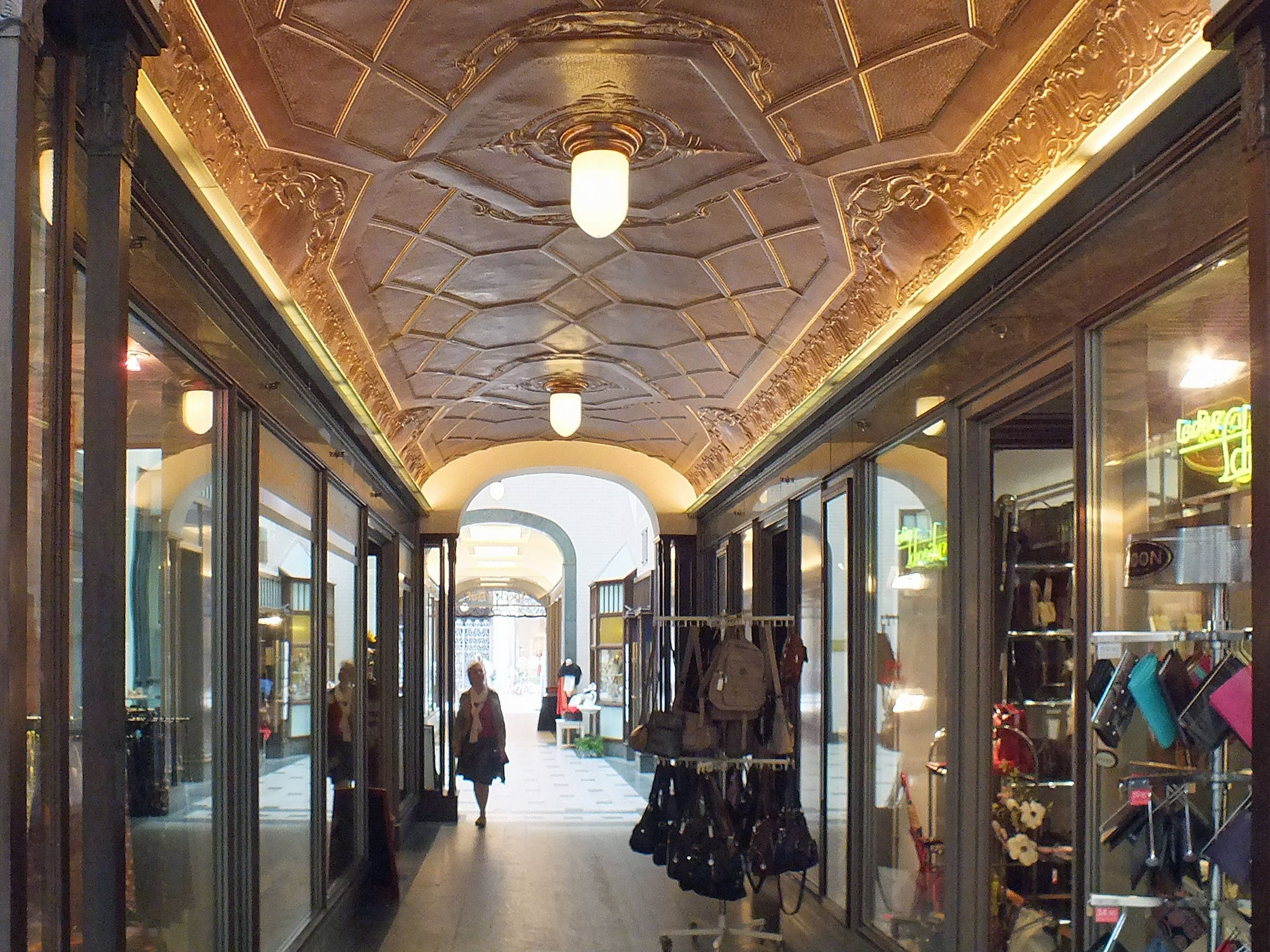
Passagengang
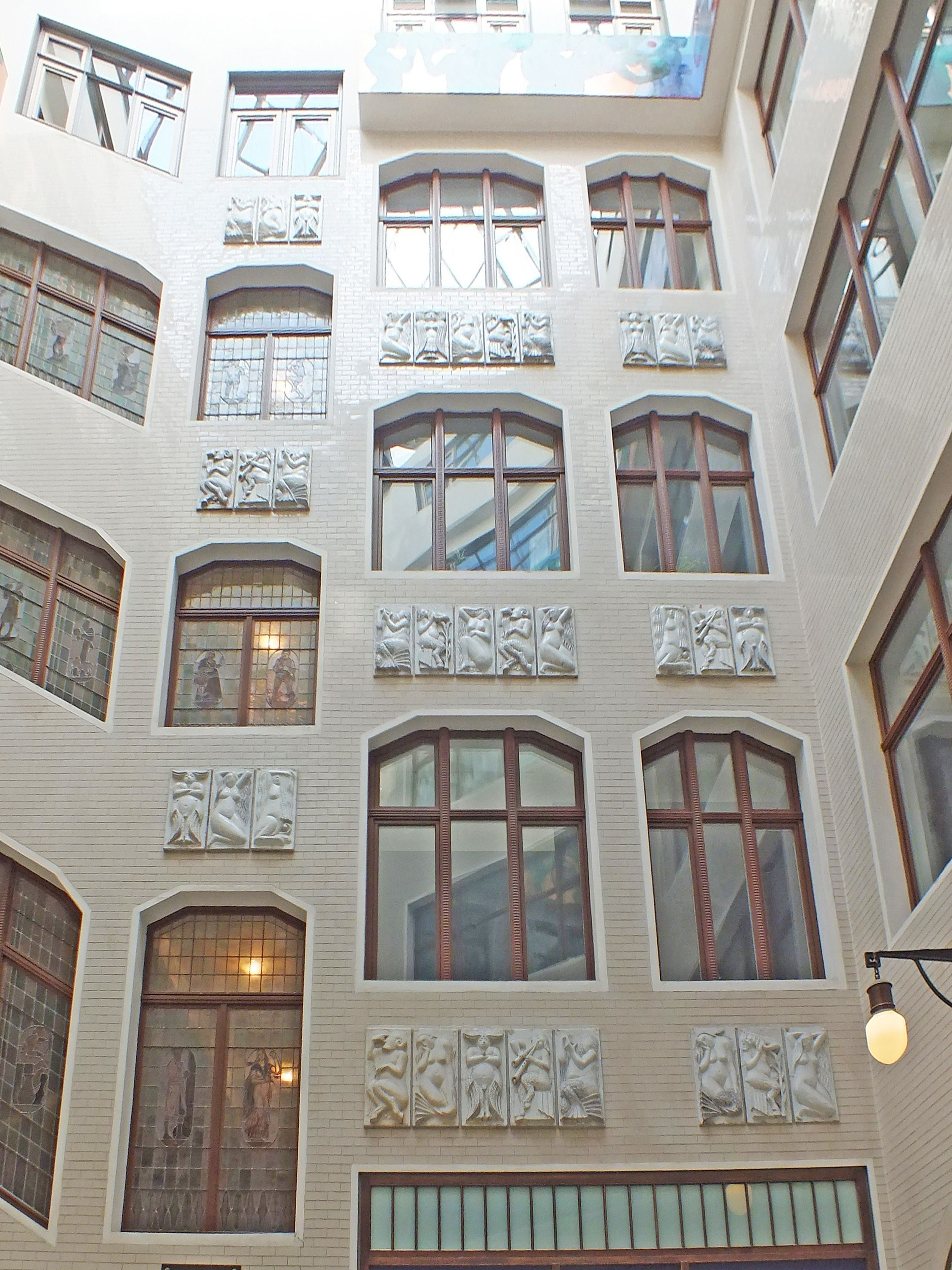
Lichthof A
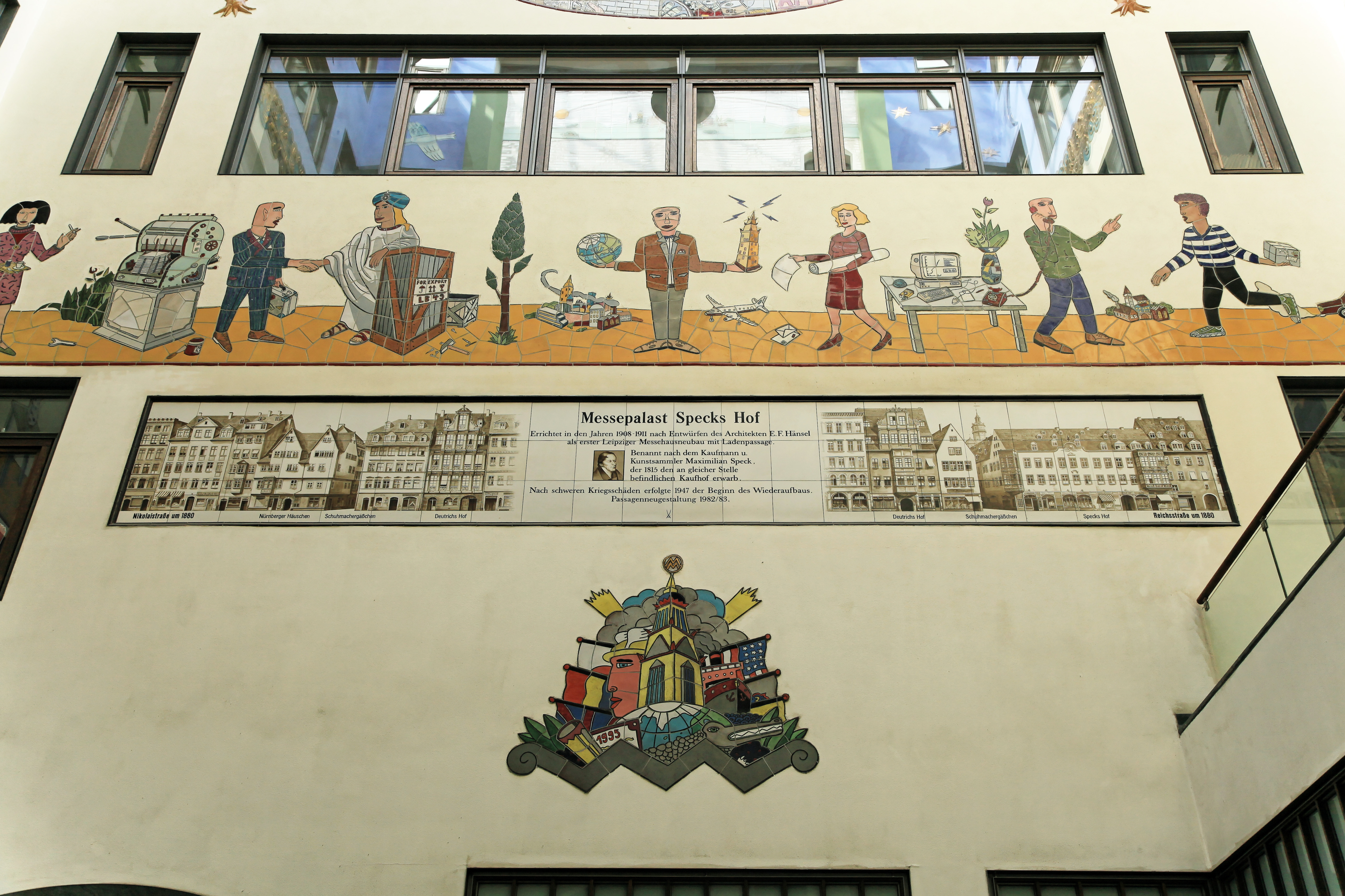
Details im Lichthof B
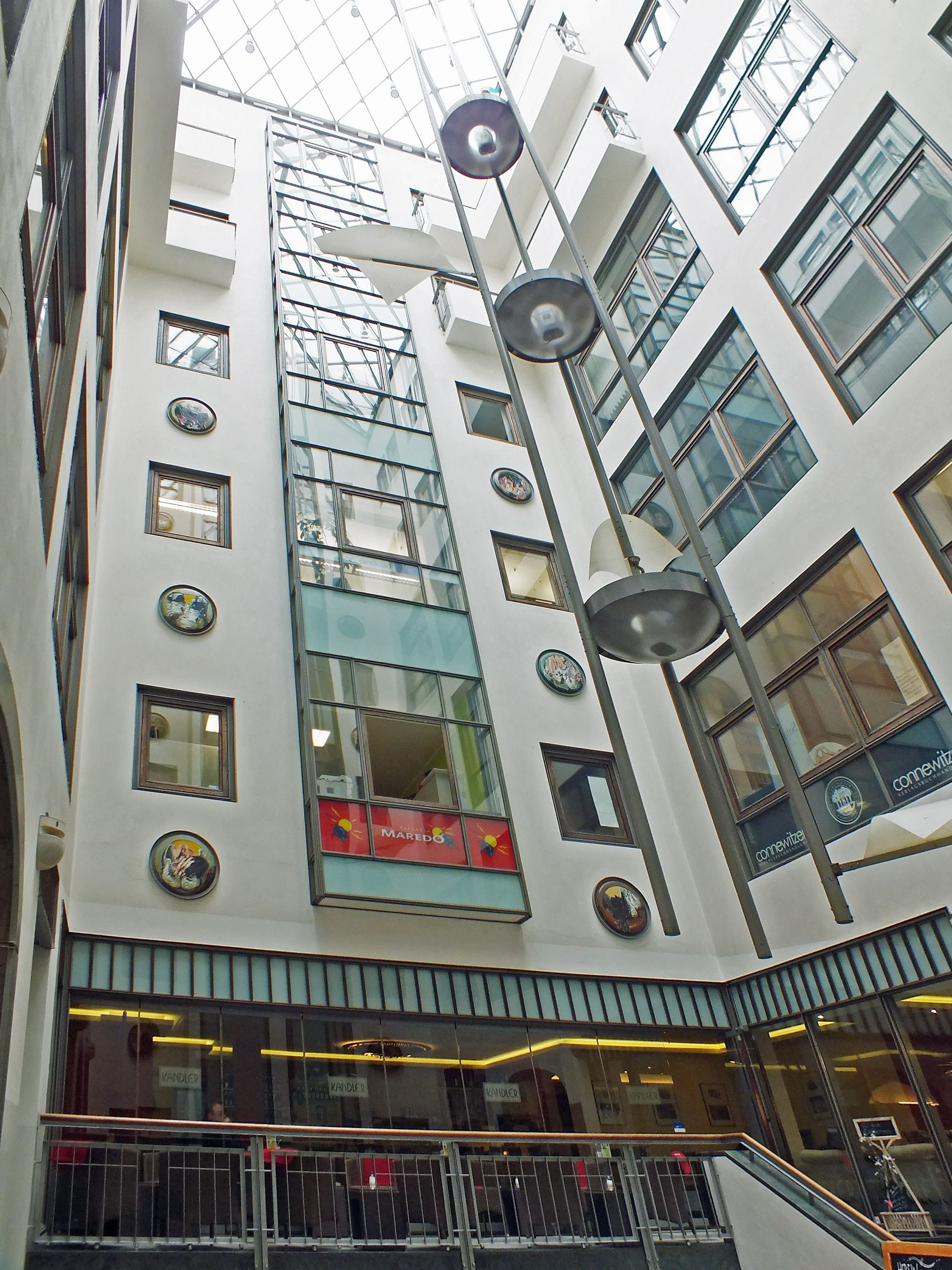
Lichthof C mit Café
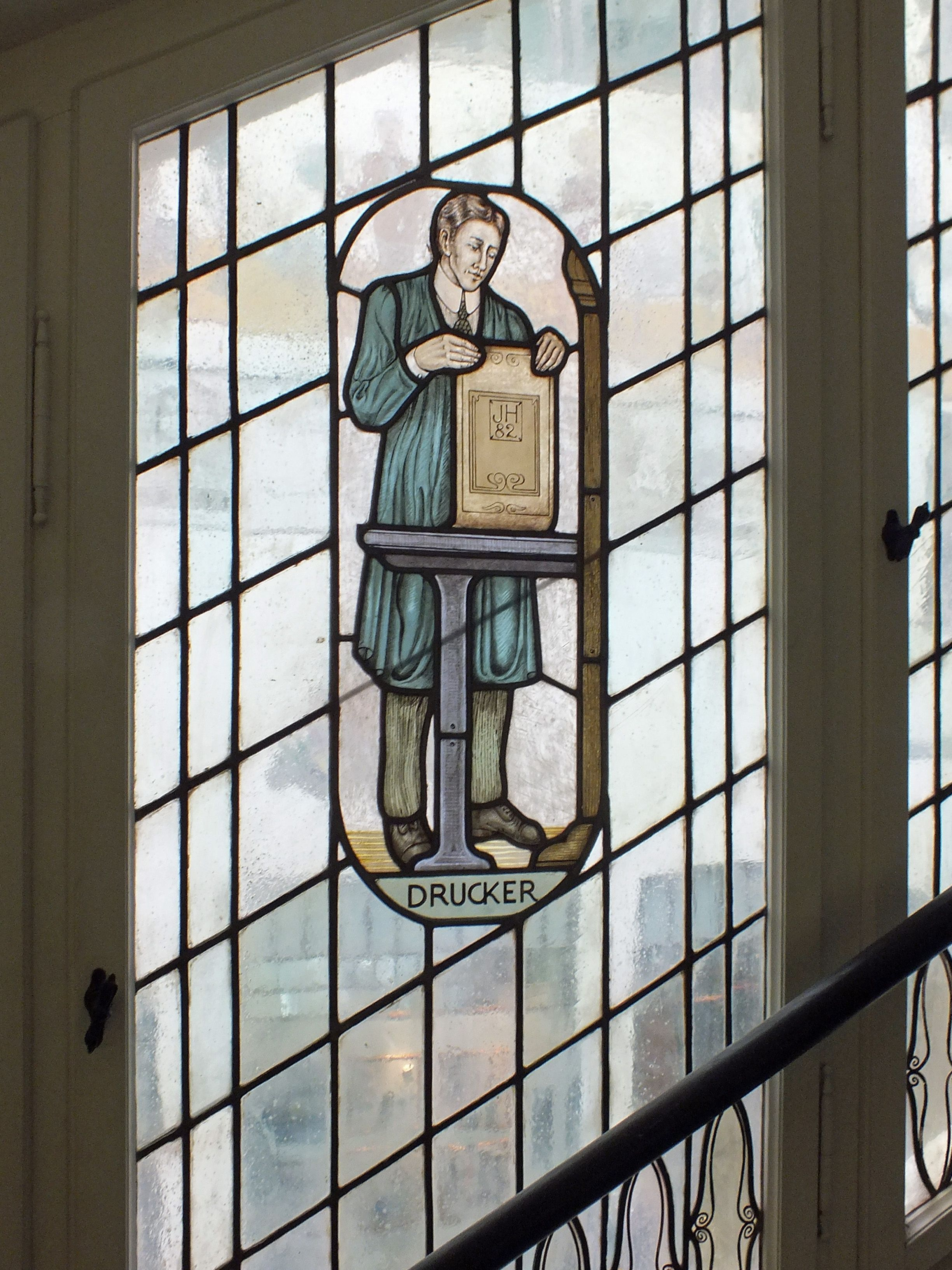
Treppenhausfenster Lichthof B

Im Hof A sind 33 weiße Terrakottaplatten von Peter Makolies (* 1936) angebracht. Über dem vierten Obergeschoss befindet sich ein Bildfries des Leipziger Malers Bruno Griesel (* 1960) mit dem Thema „Psychologie der Zeit“. Im Hof B sind auf Meißner Fliesen nach einem Entwurf des Leipziger Malers Heinz-Jürgen Böhme (* 1952) großformatig die Vorgängerbauten in der Nikolaistraße (links) und der Reichsstraße (rechts) dargestellt. Darüber erhebt sich auf über 20.000 farbigen keramischen Platten über mehrere Stockwerke der Wandfries von Moritz Götze (* 1964) „Der Morgen, der Mittag, der Abend“. Den Lichthof C schmücken 16 Medaillons mit der Darstellung von Alltagsgegenständen, vornehmlich Schuhen, in einer Emaille-Glasurtechnik von Johannes Grützke (1937–2017). In den Treppenhäusern der Lichthöfe A und B sind noch originale Bleiglasscheiben nach Entwürfen des Malers Paul Horst-Schulze (1876–1937) vorhanden.
Während sich in den oberen Etagen Büros befinden, ist das Erdgeschoss vollständig von Einzelhandelseinrichtungen einschließlich zweier Gastronomiebetriebe belegt, von denen zahlreiche auch oder auch nur über die Passagen und die Lichthöfe erreichbar sind.

## Geschichte

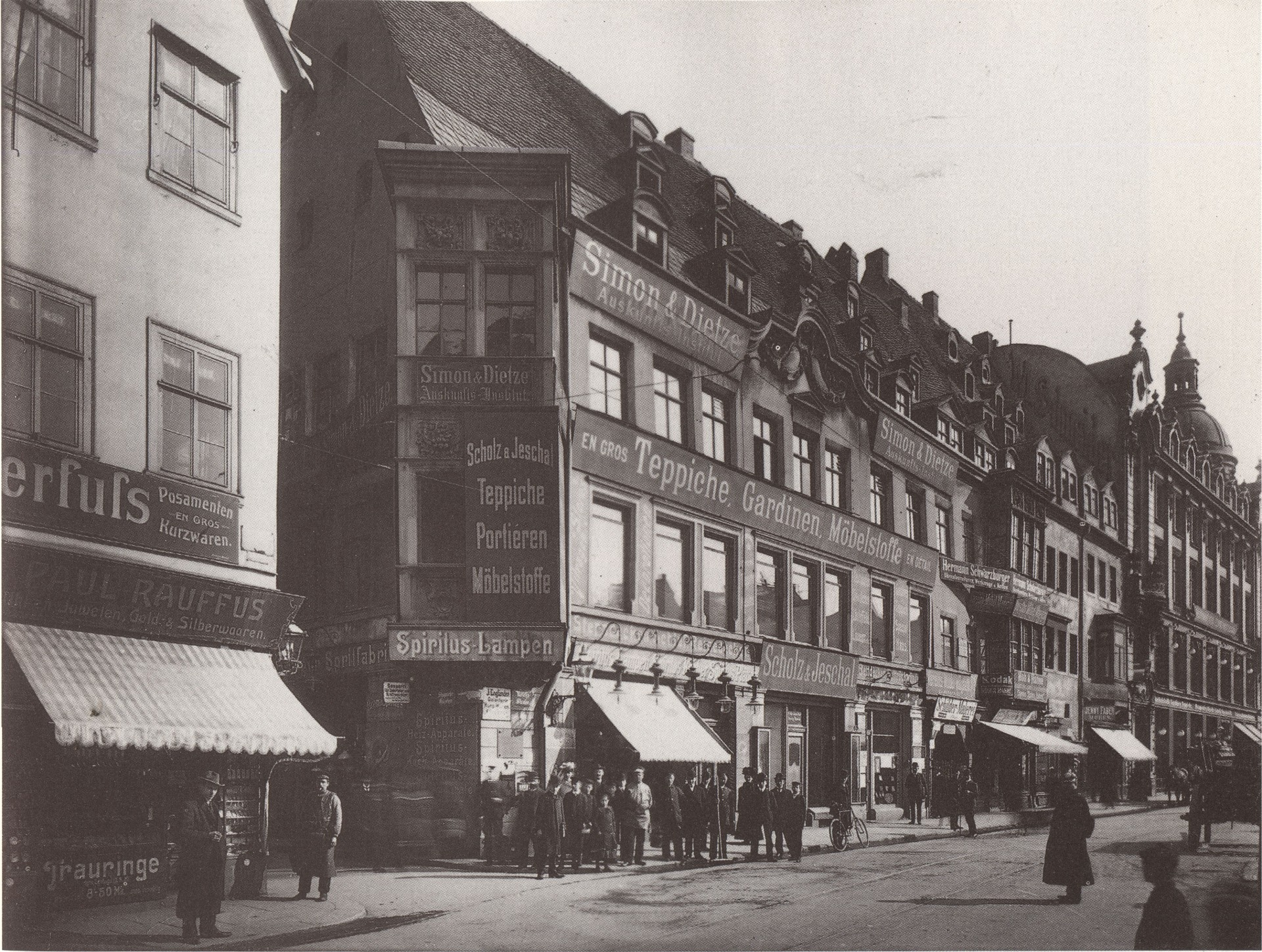
Der Vorgängerbau in der Reichsstraße (um 1900)

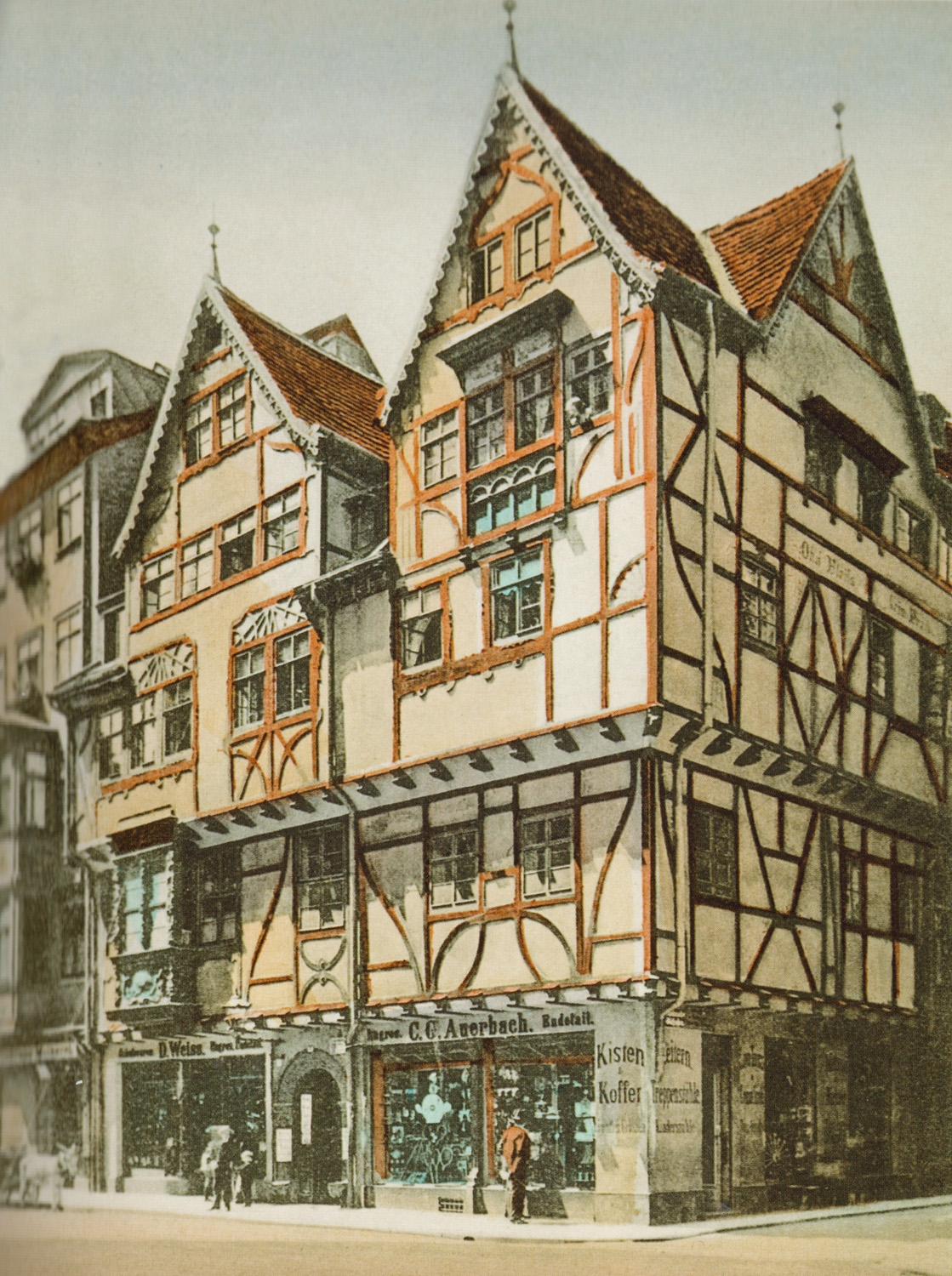
Ein Vorgängerbau an der Nikolaistraße – „Nürnberger Häuschen“ (um 1900)

Seit etwa 1430 befand sich an der Reichsstraße Ecke Schuhmachergäßchen ein großes Gebäude, das als Wohnhaus, Brauhaus und Weinkeller diente. Die letzte Gestaltung der Fassade war barock, allerdings zum Teil schon mit modernen großen Fensterflächen. Das Haus wurde 1815 von Maximilian Speck von Sternburg (1776–1856) gekauft und hieß von da an Specks Hof.
Am 16. Dezember 1889 wurde es erbteilungshalber versteigert, wobei Maximilians Sohn, Alexander Maximilian (1821–1911) es kaufte und die übrigen Erbberechtigten auszahlte. Bereits 1890 veräußerte er das Gebäude an Karl Gottlieb Scheller, welcher es neun Jahre später an Frau Dr. Johanna Petersmann verkaufte. Von dieser erwarben es am 15. März 1908 der Kaufmann Paul Schmutzler und der Architekt Emil Franz Hänsel (1870–1943).
Nachdem im Übergang zur Mustermesse 1897 das Städtische Kaufhaus in Leipzig als erstes Messehaus erbaut worden war, begann in der Stadt ein Bauboom solcher Gebäude und Gebäudekomplexe. Das betraf auch Specks Hof. An der Reichsstraße beginnend wurde nach Plänen der erste Bauabschnitt des heutigen Gebäudes mit 5000 m² Ausstellungsfläche errichtet. Nach Erwerb und Abriss der zur Nikolaistraße gelegenen Gebäude – darunter auch das sogenannte „Nürnberger Häuschen“ – konnte 1911 der zweite Bauabschnitt fertiggestellt werden. 1928 folgte der dritte Bauabschnitt auf dem der Nikolaikirche gegenüber gelegenen Grundstück Nikolaistraße 3. Dieser wurde vom Jugendstil der ersten Abschnitte abweichend im Stil des Art déco errichtet. Ein weiteres Stockwerk des bereits über das übrige Gebäude hinausreichenden Abschnitts verhinderte der Einspruch der Nikolai-Kirchgemeinde. Mit 10.000 m² Ausstellungsfläche war Specks Hof nun das größte Messehaus der Stadt.
Im Zweiten Weltkrieg wurde der Gebäudekomplex beim Luftangriff am 4. Dezember 1943 stark beschädigt und büßte seine Dachaufbauten ein. Der Wiederaufbau begann 1947 und zog sich bis 1960 hin. Das Messehaus stand nun den Branchen Leder-, Galanterie- und Schmuckwaren zur Verfügung. 1981/1982 wurde der Passagenbereich renoviert. Dabei stellten die Leipziger Maler Heinz-Jürgen Böhme und Detlef Lieffertz (* 1949) die 1927 von Otto Josef Olbers und Theodor Illing geschaffenen und im Krieg zerstörten Handelsszenen im Lichthof C wieder her.
Diese Arbeit ging bei der umfassenden Restaurierung des Gebäudes von 1993 bis 1995 mit Vergrößerung des Lichthofs C verloren. Bei dieser Restaurierung wurde auch die ursprüngliche Dachlandschaft des Gebäudes wieder hergestellt und der größte Teil der künstlerischen Ausschmückungen der Lichthöfe entstand. Zunächst sollten dabei die historischen Passagen beseitigt werden, Widerstände aus der Bevölkerung und von Denkmalschützern führten schließlich zu dem Kompromiss, die Passagen und einen Lichthof zu erhalten und zwei Lichthöfe zu vergrößern. Diese Restaurierung, ausgeführt vom Düsseldorfer Architekturbüro RKW, gewann 1996 auf der weltgrößten Immobilienmesse MIPIM in Cannes den Preis für das schönste in diesem Jahr sanierte Bürogebäude (Refurbished Office Building).